# Agónothetész
Az agónothetész (ógörög ὰγωνοθέτης) az ókori Görögország poliszainak választott tisztségviselője volt, akinek fő feladata az atlétikai versenyek (ógörög άγών / agón) megrendezésének és lebonyolításának felügyelete volt. Rendszerint egy személy látta el a tisztséget, de arra is ismerünk példát, hogy többeket választottak a posztra, például az i. e. 2. században Priénében. Alternatív megnevezései: αίσυμνἣται (aiszümnétai), βραβενταί (brabentai), ἀγωνάρχαι (agónarkhai), ἀγωνοὁίκαι (agónooikai), ἀθλοθέται (athlothetai, Athénban), ραβὁοûχοι (rabooükhoi), ραβὁονόμοι (raboonomoi).

## Története
Az agónothetész szervezői és bírói feladatokat egyaránt ellátott, de elsődleges felelőssége az volt, hogy a játékok gördülékeny lebonyolítását biztosítsa. A versenyre elkülönített anyagiak fölött szintén ő rendelkezett, és a város felé ő számolt el a költségvetéssel. Időnként feladatai közé tartozott a győzelemért járó díjak és a hivatalos végeredmény előkészítése. Valamely pánhellén játék esetén neki kellett gondoskodnia a városba érkező atléták, theóroszok elszállásolásáról és ellátásáról.
Az agónothetész intézményét az i. e. 4. században Athénban hozták létre, amikor Démétriosz felszámolt két jelentős athéni intézményt, a triérarkhiát és a khorégoszi tisztséget, a helyükbe pedig a választott, az állam által fizetett versenyigazgatóságot állította. Ugyanakkor csakhamar nyilvánvalóvá vált, hogy az agónothetészek javadalmazására fordított összegek messze felülmúlják a korábbi khorégoszokét, ezért i. e. 284–283-ban a tisztségbe megválasztott költő, Philippidész visszautasította, hogy az általa megelőlegezett összeget a város megtérítse. Az agónothetész szimbolikus jelentősége a hellenisztikus korban gyorsan megnövekedett, és egyre inkább a tehetősebb réteg jótékonykodási formája lett: egyebek mellett az agónothetész finanszírozta az építési munkálatokat, a szentélyek felújítását.

## Fordítás
Ez a szócikk részben vagy egészben  az   Agonothète című francia Wikipédia-szócikk ezen változatának fordításán alapul.  Az eredeti cikk szerkesztőit annak laptörténete sorolja fel. Ez a jelzés csupán a megfogalmazás eredetét és a szerzői jogokat jelzi, nem szolgál a cikkben szereplő információk forrásmegjelöléseként.